# Timol
Timolul (cu denumirea IUPAC 2-izopropil-5-metillfenol) este un monoterpen fenolic derivat de la p-cimen cu formula C10H14O, izomer cu carvacrolul. Timolul este găsit în uleiul de cimbru și este extras din cimbrul de câmp. Este un compus cu un miros plăcut, aromatic, și cu proprietăți antiseptice puternice.
Timolul este un biocid, având proprietăți antimicrobiene puternice, atât folosit singur cât și în combinație cu alte biocide, precum carvacrolul. Timolul mai poate fi folosit pentru a reduce rezistența bacteriană la alte medicamente, precum penicilina.